# Cephalorhynchus hectori
Cephalorhynchus hectori — вид ссавців родини дельфінових. Вид був названий на честь сера Джеймса Гектора (1834–1907), куратора Колоніального музею у Веллінгтоні.

## Поширення
Країни поширення: Нова Зеландія. Надає перевагу прибережній воді менше 100 м глибиною.

## Морфологія
Загальна довжина 1,2—1,6 м, вага 40—60 кг. Самиці трохи довші й важчі. Форма тіла кремезна з тупим носом, впадає в око округлий спинний плавник. Поєднання кольорів більш елегантне, ніж у інших видів. При народженні малята мають загальну довжину 60—80 см і вагу 8—10 кг.